# 사이토 노도카
사이토 노도카(일본어: 齋藤 和: 1947년 11월 14일 - 1975년 5월 19일)는 일본의 테러리스트다. 동아시아반일무장전선 “대지의 엄니” 그룹 소속. 1974년 10월 14일의 미츠이물산 폭파사건을 비롯하여 연속기업폭파사건에서 주도적 역할을 담당했다.
북해도 무로란시 출신. 지역 고등학교에 진학해서 학생회장을 지냈다. 고등학교 때 아나키즘 이론을 접했고, 마츠다 마사오・야마구치 켄지・카와니 히로시 등 동경행동전선의 동조자가 되었다. 여름방학 때 상경해서 동경행동전선의 모태인 현대사조사에서 아르바이트를 할 정도로 열성이었다.:498 수필가 히사다 메구미가 고교 동창이었다. 당시 무로란시는 후지제철의 기업도시로서 직원간의 엄연한 계급사회가 있었다.:33〜44 히사다는 유복한 사택가에 사는 화이트칼라 집안이었고, 사이토는 장옥가에 사는 블루칼라 집안이었다.:48 히사다 및 고등학교 교사들이 회고하는 사이토는 요시모토 타카아키의 시나 작문을 피로하는 조숙하고 우수한 “특별한 소년”이었다.:44〜45 고등학교 때부터 교류가 있었던 현대사조사 관계자들도 같은 인상을 가지고 있었다.:498
동경도립대학 인문학부에 진학하면서 상경했고, 동경행동전선에서 파생된 아사쿠라 쿄우지 등의 베트남반전직접행동위원회에 참가했다. 1966년 10월 19일, 동경도 타나시시(현재의 서동경시)의 닛토쿠금속공업을 습격한 습격대 멤버 중 한 명이었지만, 체포는 되지 않았다. 베트남반전직접행동위원회의 후신으로서 체포당한 멤버들의 재판 지원을 담당하던 “흑층사(黒層社)”에도 참가했다.:53 한편, 신입생 때 학생운동에 잠시 관여한 것 외에는 대학 학내 운동에는 일체 참여하지 않았다. 다만 된 한 학년 아래의 친구이자 일본조선연구소 연구생이었던 뮤지션 타케다 켄이치의 “조선혁명언구회”에 상담역으로 이름을 올렸다. 후에 타케다는 사이토의 조선 문제에 대한 관심이 자신의 영향이 아니겠냐고 말했다.:63〜70
1971년, 대학을 중퇴하고 가쓰시카구 아오토에 책대여점을 개업했다.:499 한편 학창시절 활동으로 쌓은 인맥으로 인하여 히라오카 마사아키 등의 텍크사 쟁의에 참가했다.:80 이 때 시부야 근처에 살던 대학생 에키다 유키코와 알게 되었다.:113〜114 한편 히라오카가 저서 『중국인은 일본에서 무엇을 했는가』를 쓸 때 자기 고향 무로란에 대한 자료조사를 해 주었다.:82
야마구치 켄지・오오타 류・사사키 쇼지・오오타 마사쿠니 등의 레볼트사(レボルト社)에 타케다와 함께 드나들던 사이토는 일용직 노동을 하면서 종종 남한에 건너가 남한 반정부세력 네트워크와의 교류를 모색했다. 그러던 와중 사사키 쇼지의 동생 사사키 노리오와 친해졌고, 의기두합해서 함께 북해도의 아이누 거주구 순회여행을 했다.:175 이 때 사사키 노리오를 통해 오르그되어 동아시아반일무장전선에 가담, “대지의 엄니” 그룹을 결성했다. 1974년 에키다 유키코를 동 그룹에 오르그했고, 이후 사실혼 관계가 되었다.:120〜125, 150 한편, 당시 오오타 류・히라오카 마사아키・타케나카 로 등이 주창한 궁민혁명론에 공명하여, 요세바에서 일용직 노동을 하면서 마찬가지로 일자리를 찾아온 남베트남 난민들도 오르그하려 했으나 이것은 실패로 돌아갔다. 산야 요세바를 중심으로 노동운동을 하다가 후에 동아시아반일무장전선 “전갈”을 결성하는 구로카와 요시마사와도 이 무렵 안면을 텄다.:63〜70
상경 후 알게 된 사람들에게는 자기 이름을 “카즈(かず, 和의 다른 독법)”라고 자칭했고, 여권에도 이름을 Kazu라고 표기했다.:119 그래서 사실혼 아내인 에키다도 사이토가 죽을 때까지 그의 본명을 몰랐다. 체포 당시 사이토는 나카가와(中川)라는 가명으로:402 조후역전의 시노(しの)라는 다방에서 점원으로 일하고 있었다.:498〜499
1975년 5월 19일 아침 8시경, 거주하던 카메이도의 츠타바맨숀(ツタバ・マンション)에서 취침하던 중 들이닥친 경찰에 의해 에키다와 함께 체포되었다. 사이토는 경시청으로 연행되는 도중에 자결용으로 숨겨뒀던 청산가리를 삼켜 음독했고, 같은 날 사망했다.:140〜144 이 청산가리는 다이도지 아야코가 근무처에서 훔쳐 나눠준 것이었다. 에키다는 자살에 실패해 기소되었다. 사이토의 자살로 인해 그만 알고 있던 정보들(예컨대 관서지방에 협력자가 몇 명이나 있었는지 등)은 어둠에 묻히게 되었다. 이런 정보들은 에키다 등 생존 멤버들도 알고 있지만 자백하고 있지 않을 가능성이 높다. 에키다는 『하지만 나에게는 전쟁이 기다리고 있다』에서 협력자들의 존재를 암암리에 암시하고 있다.:128〜134
사이토는 “권력에의 일체의 굴복을 거부하고 자살했다”는 이유로 생존 멤버 및 지원자, 동조자 등에게 “순교자”라고 “성인화”되었고, 심지어 민족파 우익들에게도 찬양받았다. 반면 “쉬이 자백해버린” 생존 멤버들(특히 가타오카 도시아키, 다이도지 마사시가 타겟이 되었음)은 사이토와 비교당하여 사사키 쇼지 등 지원자들에게 “자공총괄지원”(自供総括支援) 명목으로 격렬한 비판을 받았다. 이후 생존 멤버들은 “카즈”의 머릿글자 K와 후나모토 슈지의 머릿글자 F를 따서 옥중에서 “KF부대”를 결성, 『반일혁명선언』도 이 “KF부대(준)” 명의로 출판되었다. KF부대는 에키다 유키코・다이도지 아야코・아라이 마리코 등 여성들이 중심이 되어 이후 장렬한 옥중투쟁에 돌입했다.:172, 180, 219〜226, 384 다카 사건으로 석방되어 일본적군에 합류했다가 1995년 다시 체포된 에키다는 재판부에 제출한 의견진술서에서 그 당시에 자살을 정당화・영웅화한 것은 건전하지 못한 것이었다고 비판적으로 회고했다.